# Печеняды
Печеняды (словац. Pečeňady) — село и одноимённая община в районе Пьештяни Трнавского края Словакии. В письменных источниках начинает упоминаться с 1113 года.

## География
Село расположено в южной части края, при автодороге 504. Абсолютная высота — 162 метров над уровнем моря. Площадь муниципалитета составляет 8,57 км².

## Население
По данным последней официальной переписи 2011 года, численность населения селa составляла 511 человек.
Динамика численности населения общины по годам:
| Год:                | 1994 | 2004    | 2014     | 2024    |
| ------------------- | ---- | ------- | -------- | ------- |
| Количество человек: | 521  | 477     | 529      | 564     |
| Разница:            |      | −8,44 % | +10,90 % | +6,61 % |